# Sclerophrys pentoni
Sclerophrys pentoni es una especie de anfibios anuros de la familia Bufonidae.

## Distribución geográfica y hábitat
Es endémica de la franja del Sahel y algunas zonas de monte xerófilo del Sahara occidental, encontrándose desde el extremo sur de Mauritania hasta Sudán; de ahí por la zona costera del mar Rojo hasta Yibuti, y desde ahí otra vez oeste hasta el sur de Senegal.